# Schiermonnikoogs Belang
Schiermonnikoogs Belang is een politieke partij in de Nederlandse gemeente Schiermonnikoog. Zij begon haar bestaan als kiesvereniging direct na de Tweede Wereldoorlog. De lijst werd in 1946 bij de gemeenteraadsverkiezingen eenvoudigweg aangeduid als 'links'. Zij behaalde toen vier van de zeven raadszetels, en zou dat tot de verkiezingen van 1970 blijven doen.
Bij de verkiezingen van 1949 werd de vereniging gepresenteerd als lijstverbinding van PvdA en VVD.
Deze samenwerking eindigde in de aanloop naar de raadsverkiezingen van 1970, toen onenigheid ontstond over de samenstelling van de kieslijst. Toen na het gebruikelijke interne referendum over de samenstelling bleek dat de eerste drie (van de vier verkiesbare) plaatsen op de kieslijst door PvdA-leden werden ingenomen, vertrok het liberale smaldeel en richtte de Alternatieve Lijst Schiermonnikoog op.
In 1985 was het opnieuw raak: een van de raadsleden van SB, Jan Klompsma, verliet in december 1984 de partij maar behield zijn raadszetel. en richtte de Schiermonnikoger Volkspartij (SVP) op, die in 1986 bij de verkiezingen één zetel in de raad veroverde. In de loop van de volgende raadsperiode zocht de SVP weer toenadering tot SB en keerde terug in de 'moederschoot'.
Schiermonnikoogs Belang behaalde bij de gemeenteraadsverkiezingen in 2010  twee van de negen zetels, in 2014 één, in 2018 en 2022 twee. Sinds 2018 hebben Schiermonnikoogs Belang en Samen voor Schiermonnikoog ieder een wethouder, 